# Crêt des Moulettes
Crêt des Moulettes är en bergstopp i Schweiz. Den ligger i distriktet Aigle och kantonen Vaud, i den sydvästra delen av landet, 70 km söder om huvudstaden Bern. Toppen på Crêt des Moulettes är 1 847 meter över havet.